# John Haynes Holmes

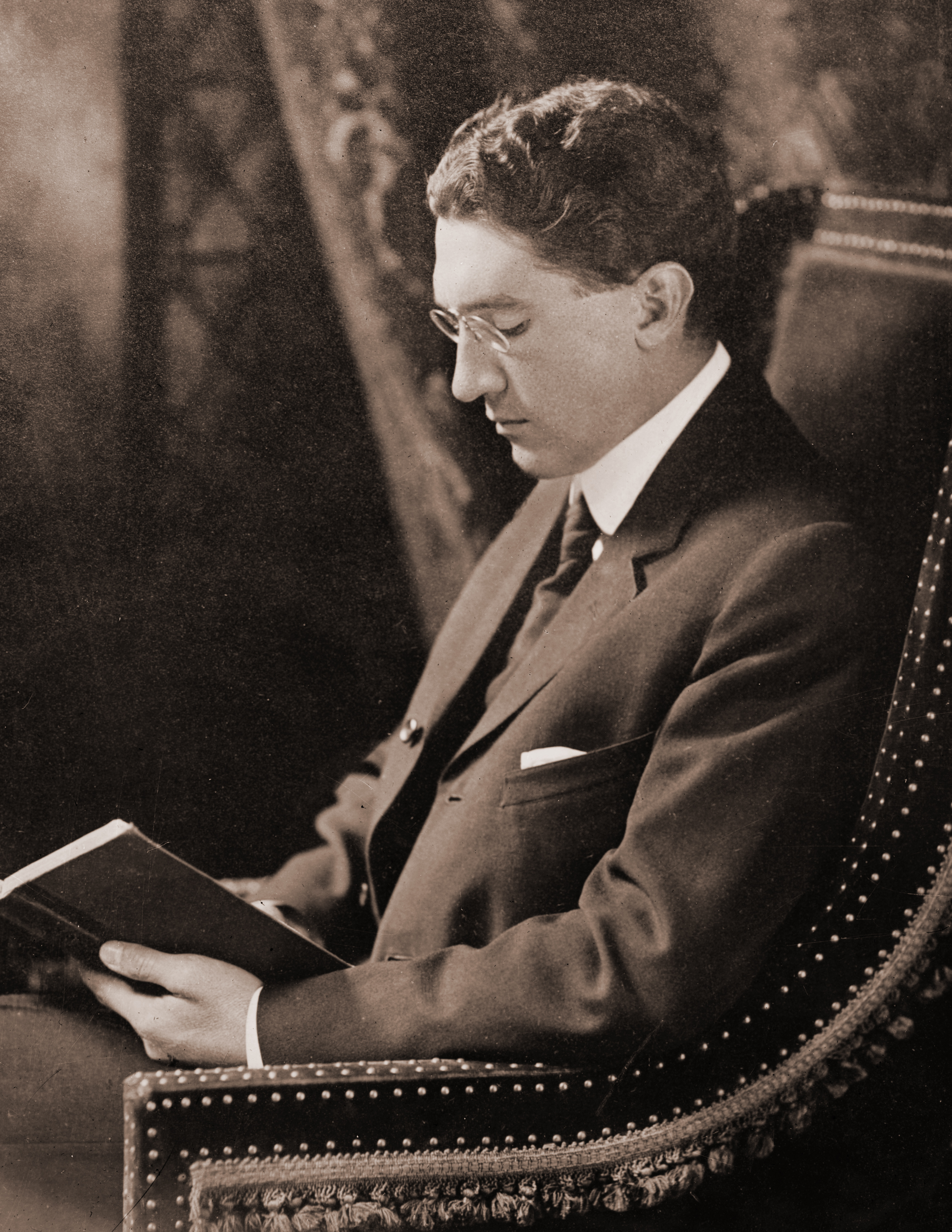
John Haynes Holmes

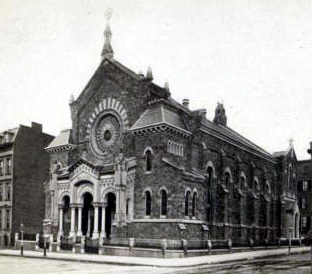
Das bis 1930 genutzte Gebäude der unitarischen Church of the Messiah bzw. der Community Church, heute nutzt die Gemeinde einen Neubau

John Haynes Holmes  (* 29. November 1879 in Philadelphia; † 3. April 1964 in New York) war ein US-amerikanischer unitarischer Pfarrer und Friedensaktivist. 

## Leben und Werk
Holmes wurde am 29. November 1879 in Philadelphia (Pennsylvania) geboren. Nach abgeschlossenem Studium in Harvard 1902 besuchte er im Anschluss Harvards Theologisches Seminar, die Harvard Divinity School. 1904 nahm er seine erste Pfarrstelle in Dorchester bei Boston an. Im selben Jahr heiratete er Madeleine Hosmer Baker, mit der er zwei Kinder bekommen sollte. 1907 wechselte er in Nachfolge von Minot Judson Savage als Pfarrer an die unitarische Gemeinde in New York City, die Church of the Messiah. 1917 sprach Holmes auf der General Conference der amerikanischen Unitarier und warb für eine pazifistische Positionierung. Dem widersprach der frühere US-Präsident William Howard Taft, der für eine Unterstützung der alliierten Seite im Ersten Weltkrieg warb. Tafts Position konnte sich durchsetzen. Als im April des Folgejahres auch die American Unitarian Association (AUA) ihre Pastoren dazu aufgerufen hatte, sich für eine Teilnahme der USA am Ersten Weltkrieg auszusprechen, verließ Holmes 1918 die landesweite Kirche und bemühte sich in Folge um eine selbstständigere Aufstellung seiner New Yorker Gemeinde, die nun den Namen Community Church annahm. 1920 gründete er zusammen mit der universalistischen Theologin Clarence Russell Skinner eine weitere Community Church in Boston. Erst 1960 trat Holmes wieder dem unitarischen Gemeindebund bei. Holmes war auch in die US-amerikanische Bürgerrechtsbewegung eingebunden und wirkte sowohl bei der Gründung der National Association for the Advancement of Colored People 1909 als auch der American Civil Liberties Union 1920 mit, deren Vorsitzender er 1940 wurde. Bereits 1908 war er Mitbegründer der Unitarians für Social Justice gewesen. Kontakte hatte Holmes auch zu führenden amerikanischen Sozialisten wie Norman Thomas und Eugene Victor Debs. Holmes stand auch in Kontakt mit der Frauenrechtlerin Margaret Sanger, unterstützte die Idee der Geburtenkontrolle und initiierte in seiner Gemeinde in New York eine Eheberatung. Zudem war er stark an ökumenischen und interreligiösen Beziehungen interessiert. Ihn verband unter anderem eine Freundschaft mit dem New Yorker Rabbiner Stephen Samuel Wise und er verstand sich selbst als Unterstützer des Zionismus. So forderte er in den 1930er Jahren Palästina für verfolgte europäische Juden zu öffnen. 1931 traf er Mohandas Karamchand Gandhi, als dessen Schüler er sich verstand. Über seine Begegnung mit Gandhi verfasste er später das Buch My Gandhi. Am 19. Mai 1934 nahm er zusammen mit Wise als Redner an der bekannten Antikriegsdemonstration No More War in New York teil. Neben seiner kirchlichen und politischen Arbeit wirkte Holmes auch als Verfasser der Zeitschrift Unity und als Autor mehrerer Bücher und eines Anti-Kriegstheaterstückes. 1958 erschien seine Autobiografie I Speak for Myself, für die er 1960 den Anisfield-Wolf Book Award erhielt. Geschwächt von einer Parkinson-Erkrankung starb Holmes am 3. April 1964 in New York.

## Werke (Auswahl)
- Is Death the End? (1915)
- New Wars for Old (1916)
- Palestine To-Day and To-Morrow: A Gentile's Survey of Zionism (1929)
- A Sensible Man’s View of Religion (1932)
- The Affirmation of Immortality (1947)
- My Gandhi (1953)
- I Speak for Myself (1959)